# 捷克银矿博物馆

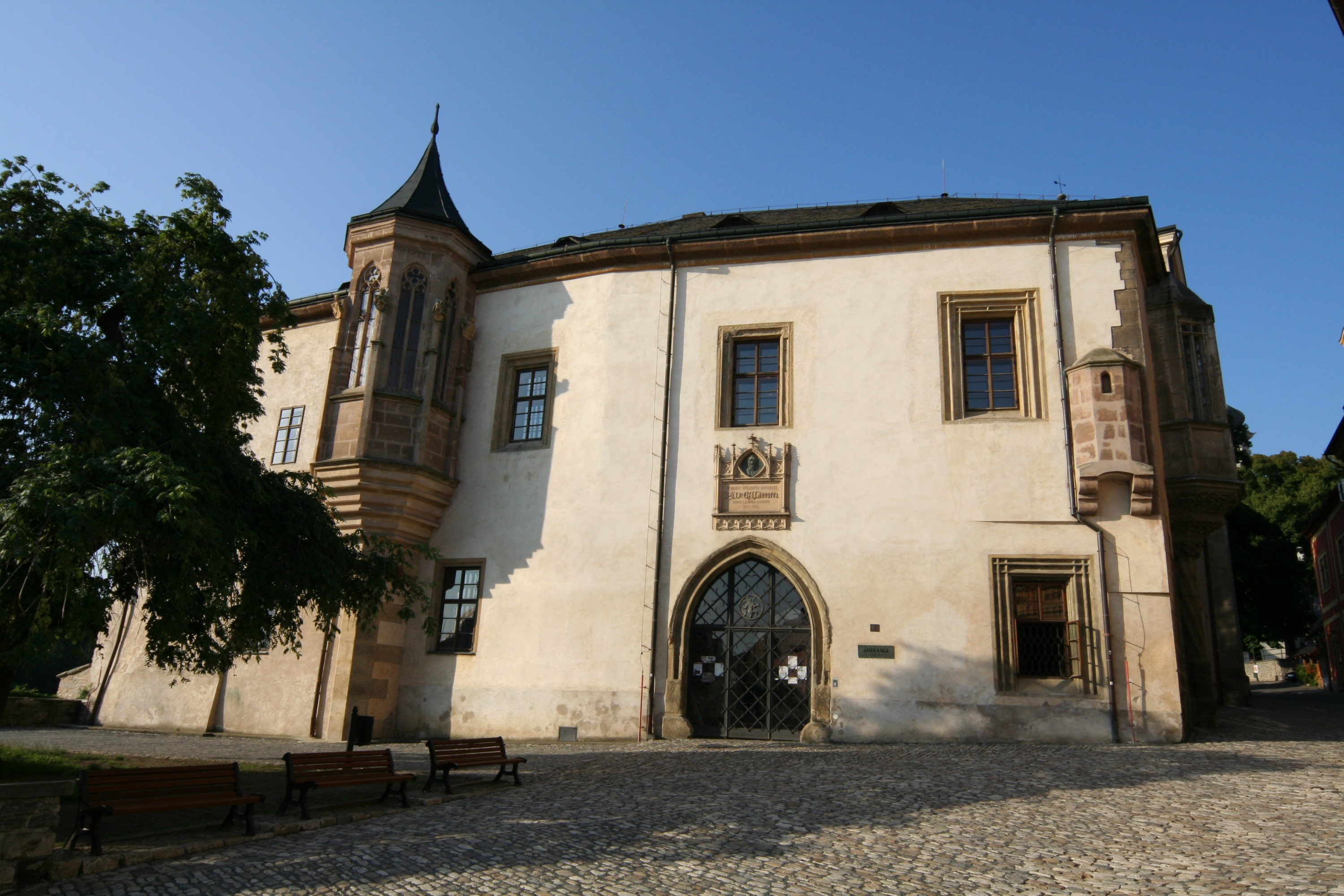
赫拉德克城堡

捷克银矿博物馆是一座位于捷克库特纳霍拉的专业博物馆。其建筑原本为赫拉德克城堡，是镇上的防御工事。15世纪的皇家矿场管理人扬·斯米舍克将其修缮后，非法在其地下采矿，获取暴利。现在被辟为博物馆，向观众展览古代银矿。
博物馆的主要展品即是来自中世纪银矿，包括一台木制机械，它可以从200米深的井下提升1000公斤的负荷。观众也可戴头盔亲自探访500米深的矿井。